# Röd tempellilja
Röd tempellilja (Lycoris radiata) är en art i familjen amaryllisväxter från Kina, Korea, Japan och Nepal. Arten odlas ibland som krukväxt i Sverige.

## Synonymer
- Amaryllis radiata L'Hér.
- Lycoris josephinae Traub
- Lycoris radiata f. bicolor N.Yonezawa
- Lycoris radiata var. kazukoana N.Yonezawa
- Lycoris radiata var. pumila Grey
- Lycoris terracianii Dammann
- Nerine japonica Miquel
- Nerine radiata (L'Hér.) Sweet
- Orexis radiata (L'Hér.) Salisbury

### Webbkällor
- Amaryllidaceae.com